# Жигон, Стево
Штефан «Сте́во» Жи́гон (8 декабря 1926, Любляна — 28 декабря 2005, Белград) — югославский, сербский актёр, режиссёр Белградского Народного театра и кино.
Родился 8 декабря 1926 года в Любляне, куда его родители бежали из Италии после прихода к власти Муссолини.
Воевал в югославском Сопротивлении. Был схвачен оккупантами и отправлен в концлагерь Дахау (пробыл 20 месяцев). 1 мая 1945 американские войска освободили узников.
После войны учился в Ленинграде в ЛГИТМиКе. Был женат на сербской актрисе Елене Жигон. Его дочь, Ивана Жигон, является актрисой театра и кино.

## Избранная фильмография
- 1961 — Загон / L’Enclos — Драгулавич
- 1972 — Вальтер защищает Сараево / Валтер брани Сарајево — доктор Мишкович
- 1978 — Оккупация в 26 картинках / Okupacija u 26 slika — Хубичка
- 1978 — Палата № 6 / Павиљон 6 — эпизод

## Примечания

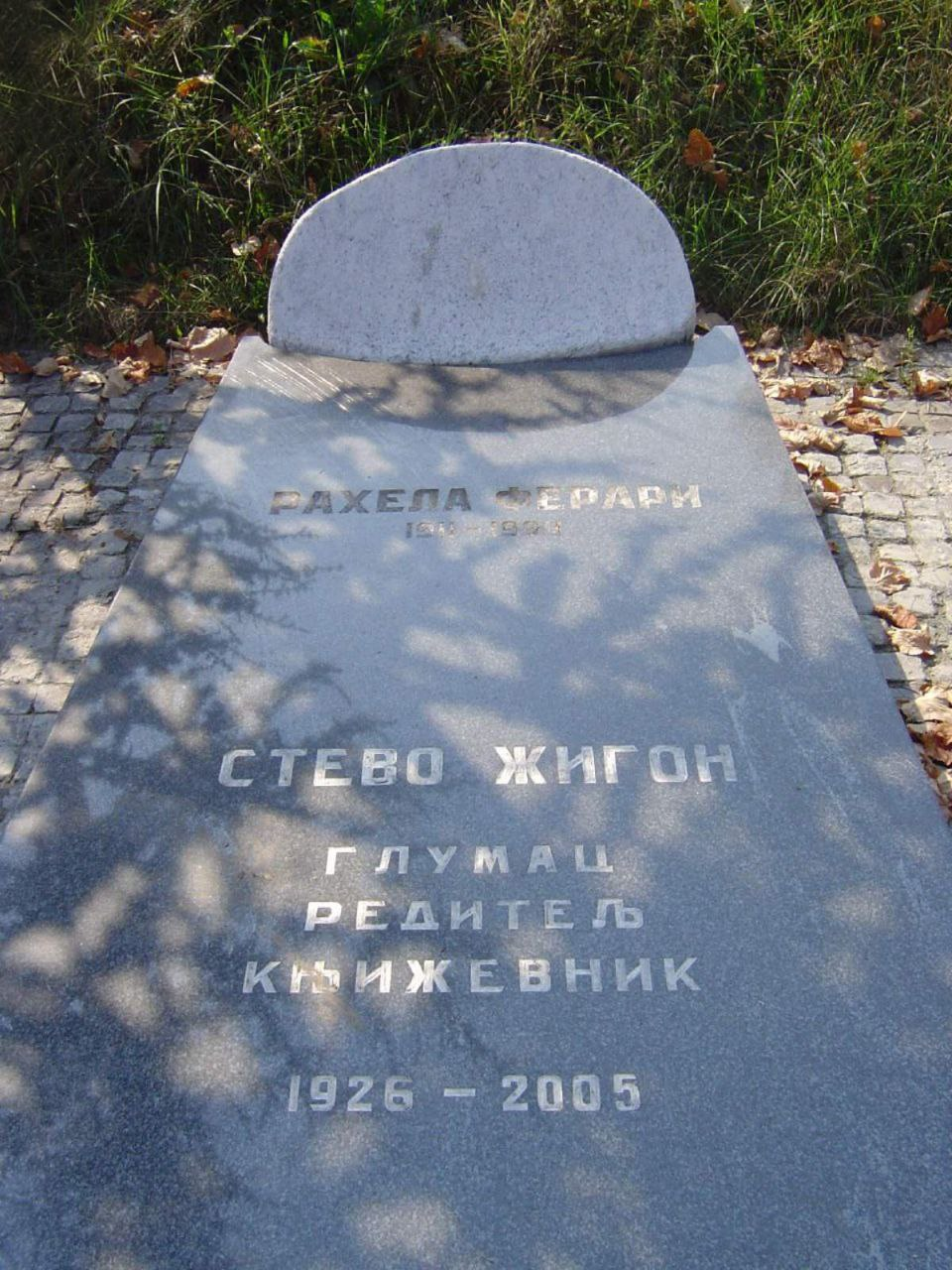
Могила Стево Жигона в Белграде